# Фукс, Леонарт
Леона́рт Фукс, Леонха́рт Фукс, Леона́рд Фукс (нем. Leonhart Fuchs; 17 января 1501, Вемдинг — 10 мая 1566, Тюбинген) — немецкий учёный, ботаник и медик, один из «отцов ботаники».

## Биография
Учился в школе в Хайльбронне, а затем в Мариеншуле в Эрфурте (Тюрингия), которую закончил, получив звание бакалавра. В 1524 года становится магистром и в тот же год — доктором медицины.
В 1524—1526 годах был практикующим врачом в Мюнхене, в 1526 получил кафедру медицины в Ингольштадте.
В 1528—1531 годах был личным врачом маркграфа Бранденбургского в Ансбахе.
В 1533 году был приглашён в Тюбингенский университет, где он был профессором медицины до конца жизни.
Фукс, говорят, неохотно, но ссылался в своей работе на древних, он знал греческий и латынь, образование получил католическое, в зрелости стал убеждённым протестантом.
Умер в Тюбингене (Баден-Вюртемберг) в 1566 году.

## Описание растений
Законченная Леонардом Фуксом в 1542 году работа на латинском языке под названием De historia stirpium commentarii insignes («Достопамятные комментарии к описанию растений», или просто «Описание растений») считается краеугольным камнем в истории естествознания — это подробнейшее представленное в алфавитном порядке описание и изображение около 400 видов растений и прилагаемый к нему словарь ботанических терминов.
«История» фактически стала руководством к правильному сбору лекарственных трав.

## Память
В честь Леонарда Фукса Линней назвал род цветковых растений из Нового Света Фуксия (Fuchsia).